# Folytassa a kémkedést!
Folytassa a kémkedést!, eredeti címe Carry On Spying, 1964-ban bemutatott brit (angol) fekete-fehér filmvígjáték, a kémtörténetek és a film noir-ok paródiája, a Gerald Thomas által rendezett Folytassa… filmsorozat kilencedik darabja. Főszereplői a sorozat rendszeres sztárjai, Kenneth Williams, Charles Hawtrey, Bernard Cribbins és Jim Dale, az alkalmi sorozatszerelők közül megjelenik Dilys Laye, Eric Barker, Judith Furse és Victor Maddern. Először szerepel Barbara Windsor, vele megjelenik a sorozatban a célzott erotikus vonal. A film a sorozat utolsó fekete-fehérben forgatott filmje. A bécsi éjszakában játszódó jelenetek stílusa, hangulata és zenéje egyaránt Carol Reed 1949-es filmjének, A harmadik embernek képsorait idézi.

## Cselekmény
Milchmann ügynök (Victor Maddern) tejesembernek (angolul: „Milkman”-nek) öltözve felrobbantja Stark professzor szigorúan őrzött kutatólaboratóriumát és ellopja találmányát, egy szigorúan titkos vegyi képletet, amelynek semmiképpen sem szabad rossz kezekbe jutnia. Milchmann megbízója Dr. Crowe, a „KEFE”, azaz a „Kellemetlen Egyéneket Felszámoló Egyesület” (angol eredetiben „STENCH”, azaz „Society for the Total Extinction of Non-Conforming Humans”) nevű bűnszervezet vezetője.
A londoni Whitehallon, a brit titkosszolgálat központjának főnöke (Eric Barker) és a biztonsági tiszt (Richard Wattis) megkapják Carstairsnek, az SIS bécsi rezidensének jelentését, hogy Milchmann aznap éjjel Bécsben fogja átadni a képletet Dr. Crowe megbízottjának. Sajnos, az SIS összes titkosügynöke foglalt, a főnökség jobb híján a kétbalkezes Simkins kiképzőt (Kenneth Williams), és három ügynök-tanulót, Harold Crumpot (Bernard Cribbins), Charlie Bind-ot, a 00-ás ügynököt (Charles Hawtrey) és a bögyös Daphne Honeybuttot (Barbara Windsor) küldik Bécsbe, hogy szerezzék vissza a képletet. Minden ügynök kódnevet kap: Simkins lesz a „Piros Retek” (Red Admiral), Charlie Bind a „Sárga Barack” (Yellow Peril), Crump a „Zöld Alma” (Bluebottle), és Miss Honeybutt lesz a „Barna Tehén” (Brown Cow), bármennyire sérelmezi is ezt.
Az ügynökök külön-külön utaznak Bécsbe, felveszik a kapcsolatot az álruhás Carstairs-szel (Jim Dale). Este valamennyien a Café Mozart-ban találkoznak, ahol Dr. Crowe megbízottja, a Kövér Ember vár Milchmannra. A színpadon Lila, a titokzatos dizőz (Dilys Laye) énekel, akiről nem tudni, kinek az oldalán áll. A profi Carstairs többször megpróbálja diszkréten ártalmatlanná tenni Milchmannt, de az ügynökök ügyetlensége miatt a Kövér kísérői megölik Milchmannt, megszerzik a képletet, és Algírba mennek vele. Carstairs és a brit ügynökök külön utakon követik a Kövért egy algíri bordélyba. Crump és Miss Honeybutt hastáncosnőnek öltözve bejutnak. Carstairs arabnak öltözve megjelenik, de Simkins nem ismeri fel és leüti. Viszont a hastáncosnőt játszó ügynökök nagy kergetőzés után végül elszedik a Kövértől a képletet, és az Orient expresszen indulnak vissza Londonba.
Dr. Crowe rádión keresztül ultimátumot ad a Kövérnek: repüljön Triesztbe, ott szálljon fel a vonatra, és szerezze vissza a képletet, különben meghal. Az akció irányítását Lilára bízza. A vonaton Lila előbb csábítással, majd fegyverrel próbálja elvenni Simkinstől a képletet, de Simkins elmenekül. A Kövér és emberei bekerítik az ügynököket, aki nem látnak más kiutat: az étkezőkocsiban levest rendelnek és azzal együtt elfogyasztják a képletet tartalmazó papírt. Ezt megelőzően Miss Honeybutt memorizálja annak tartalmát fotografikus memóriájával.
A Kövér és emberei fogságba ejtik az ügynököket és a „KEFE” föld alatti bázisára viszik őket, ahol egy egész amazon-hadsereg teljesít szolgálatot, készülve a világhatalom megszerzésére. A gonosz Dr. Crowe (Judith Furse) hipnózissal és agykontrollal próbálja kicsikarni Miss Honeybuttból a képlet leírását. A lány minden vallatásnak ellenáll, de véletlenül beüti a fejét a lámpába és elkezdni magnóra mondani, amit tud. Simpkins, Crump és Bind közben kitörnek a cellából, elragadják Miss Honeybuttot és a magnószalagot is. Menekülés közben egy kőtörő gépsorra kerülnek, csak az menti meg őket a haláltól, hogy Lila kisasszony fegyverrel kényszeríti Dr. Crowe-t, fordítsa meg a gépsor működését.
A gépsorból „visszaköpött” ügynökök beindítják a bázis önmegsemmisítő folyamatát, és liften igyekeznek a felszín felé, magukkal viszik Lilát és Dr. Crowe-t is. Felfelé menet Lila közli Simkinssel, hogy ő nem állt át, valójában kettős ügynök, egy másik szervezetnek dolgozik, a „MELL”-nek, azaz a „Mániákus Egyéneket Leküzdő Ligának” (angol eredetiben „SNOG”, azaz „Society for the Neutralising of Germs”), és nagyon szeretné, ha Simkins átállna őhozzájuk. A lift felér a felszínre, éppen a titkosszolgálat főnökének irodájában szállnak ki. Kiderül, hogy a „KEFE” főhadiszállása pontosan a brit titkosszolgálat whitehalli központja alatt van. A „KEFE” bázisa felrobban, a titkosszolgálat főnökének irodája romba dől, a füstben és porban kitör a káosz és az egymásra mutogatás.

## Szereposztás
| Szerep                           | Színész          | Magyar hangja (1. szinkron) |
| -------------------------------- | ---------------- | --------------------------- |
| Desmond Simkins ügynök           | Kenneth Williams | Harsányi Gábor              |
| Daphne Honeybutt ügynök          | Barbara Windsor  | Murányi Tünde               |
| Harold Crump ügynök              | Bernard Cribbins | Kerekes József              |
| Charlie Bind ügynök              | Charles Hawtrey  | Szacsvay László             |
| Az SIS főnöke                    | Eric Barker      | Versényi László             |
| Lila                             | Dilys Laye       | Vándor Éva                  |
| Carstairs ügynök                 | Jim Dale         | Megyeri János               |
| Cobley biztonsági tiszt          | Richard Wattis   | Sztarenki Pál               |
| A Kövér                          | Eric Pohlmann    | Csuja Imre                  |
| Dr. Crow                         | Judith Furse     | Martin Márta                |
| Madame (Algírban)                | Renee Houston    | Bókai Mária                 |
| Ajtónálló (Algírban)             | Tom Clegg        | N/A                         |
| Milchmann ügynök, a „tejesember” | Victor Maddern   | N/A                         |
| Stark professzor                 | Frank Forsyth    | (néma szerep)               |

## Érdekességek
- Charlie Bind ügynök (Charles Hawtrey) eredetileg „James Bind 006 és ½-es ügynök” lett volna, de a James Bond-filmek producere, Albert R. Broccoli, tiltakozott és jogi lépéseket helyezett kilátásba. A Folytassa-film producere, Peter Rogers engedett és „Charlie Bind, 00-ás ügynök”-re változtatta a karakter nevét. A bemutatkozásnál Simkins (Kenneth Williams) vissza is kérdezi Bind ügynöktől: „James?”, a válasz: „Nem, Charlie Bind.”
- A film számos korabeli kémfilm jeleneteivel humorízál, így a Dr. No (1962) és az Oroszországból szeretettel (1963) gegjeiből is merít. Az éjszakai Bécs utcáin és a Café Mozartban játszódó jelenetek a Graham Greene regényéből készült 1949-es A harmadik ember című film noir sötét világát idézik. Érdekes módon Eric Pohlmann, aki a film Kövér emberét játssza, egy apró szerepben megjelent már ebben az 1949-es A harmadik ember-ben is, a pincért alakította Smolka vendéglőjében, és 1963-ban ő volt Ernst Stavro Blofeld  (Spectre No.1.) angol hangja is az Oroszországból szeretettel-ben.
- Dr. Crowe néhány amazonja a Modesty Blaise képregénysorozat jellegzetes frizuráit viseli, ezt a sorozatot a londoni Evening Standard 1962-től közölte folytatásokban. (Önálló filmet csak később, 1966-ban készített belőle Joseph Losey rendező, a címszerepben Monica Vittivel).